# Takelma
Le takelma est une langue amérindienne parlée aux États-Unis, dans le sud-ouest de l'Oregon. La langue qui est un isolat est éteinte depuis le milieu du XXe siècle.

## Classification
Le takelma fait partie des langues rattachées par Edward Sapir à la famille hypothétique des langues pénutiennes. 
Le takelma est souvent regroupé dans le sous-groupe des langues pénutiennes de l'Oregon avec les langues kalapuyanes. Mais cette parenté, qui repose sur le constat d'un vocabulaire commun, n'a jamais été démontrée. S'il y a origine commune, elle est sans doute lointaine.

## Phonologie
Dans les histoires d'animaux des Indiens Takelma, on préfixe, à chaque mot dans les discours de l'ours grizzly, un son (spirante latérale sourde) qui généralement n'apparait pas en takelma. On peut à peine parler d'onomatopées, où le système phonologique habituel n'est plus valable.